# Exposition d'art décoratif lorrain de 1894

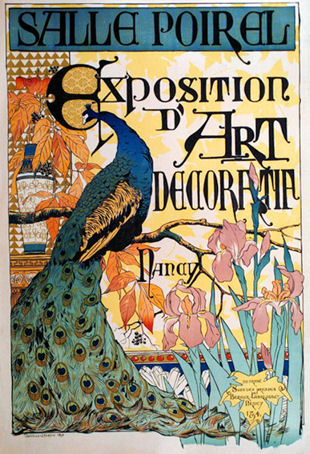
Affiche de l'exposition réalisée par Camille Martin et conservée au musée de l'école de Nancy.

L'exposition d'art décoratif lorrain de 1894 est une exposition organisée en 1894 à Nancy, aux galeries Poirel pour promouvoir l'art décoratif de Lorraine. Organisée par Charles André, elle est considérée comme l'acte fondateur de l'école de Nancy.

## Contexte
À la suite de l'annexion de l'Alsace-Moselle par l'Allemagne en 1870, Nancy est devenu peu à peu un centre culturel et artistique de premier plan, en raison de l'exode des artistes et entrepreneurs venus de Metz et Nancy mais aussi de la politique active de la France en ce sens. L'exposition d'art décoratif rentre pleinement dans cette mission nationaliste, comme le souligne le discours inaugural de Charles André, qui en dit que « C'est une œuvre de propagande, c’est un acte dans la lutte engagée contre la France par nos adversaires et nos ennemis. ». 
L'un des enjeux, au-delà de l'affirmation d'un style cohérent et nouveau, est de dépasser l'opposition entre art et artisanat, en réalisant des productions industrielles de qualité et/ou en augmentant la productivité des activités artisanales, et ce afin de tenir face à la concurrence à l'industrie allemande. L'opposition entre Daum et Émile Gallé, déjà présente dans la réception de l'exposition, montre que cet objectif n'a pas été remplis.

## Œuvres exposées
70 artistes sont présentés lors de l'exposition.

Gallé
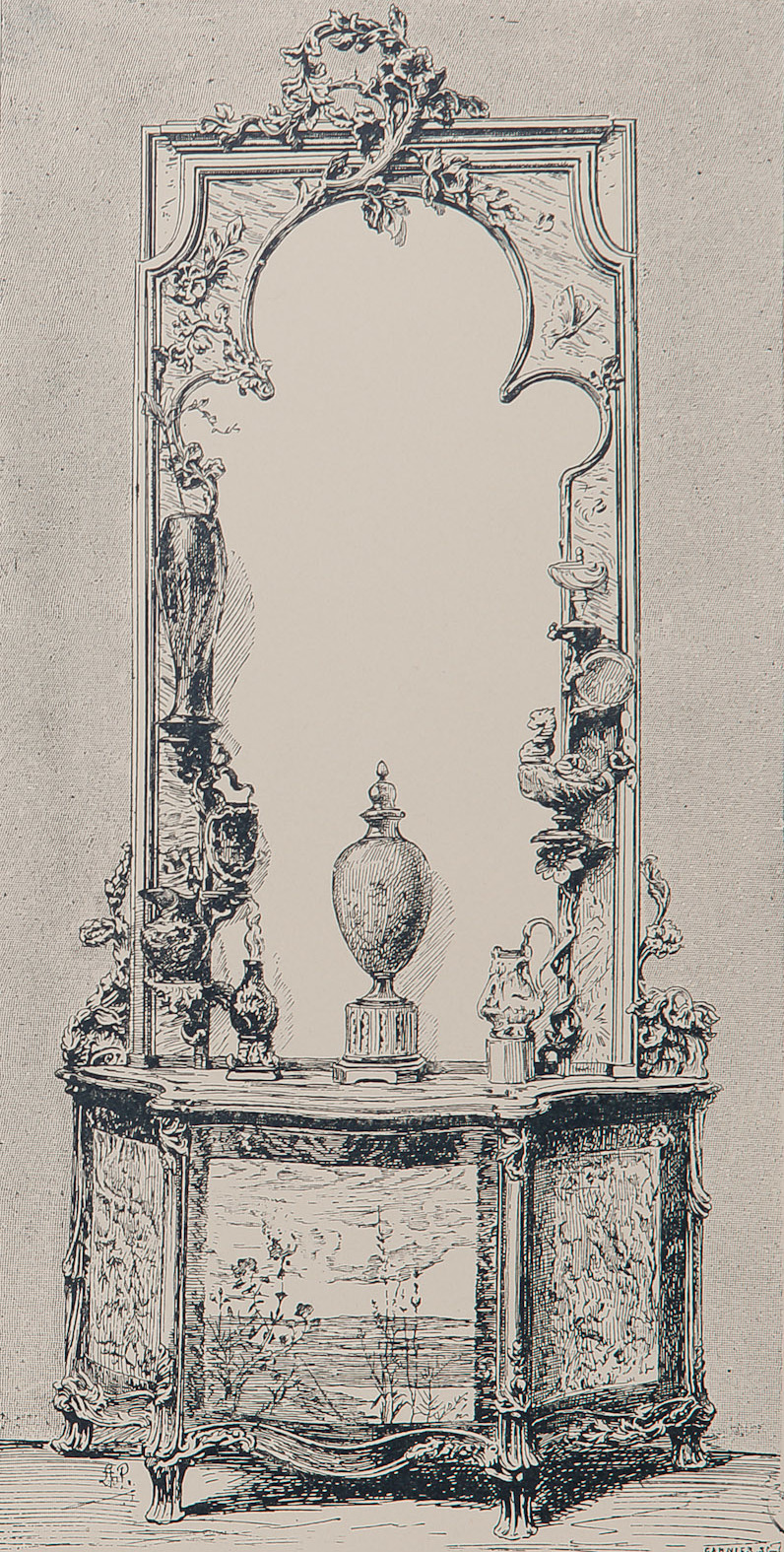
Commode Parfums d'autrefois, gravure dans Der Modern Still, Bibliothèque municipale de Nancy

## Postérité
Dès la fin de l'exposition, le comité d'organisation décide d'acquérir une partie des œuvres afin de réunir les collections du futur musée de l'école de Nancy, qui n'ouvrira finalement que 70 ans plus tard. C'est aussi à cette occasion qu'est fondée la Société des Arts décoratifs lorrains.